# Арвадалта
Арва́далта (осет. Æрвадæлтæ) — термин, обозначающий в осетинском языке широкий круг родственников, являющихся членами различных фамилий, но ведущих свое происхождение от одного общего отдаленного предка. Все члены этого круга родственников считают себя братьями, отсюда и осетинская номинация этих родственников Арвадалта. «По своему содержанию термин Арвадалта восходит к так называемой „большой семье“, куда входили не только родные, но и двоюродные братья, троюродные и т. п.». Отношения между членами Арвадалта в прошлом мало отличались от взаимоотношений более близких родственников — членов патронимий и фамилий.
Представители Арвадалта считались близкими родственниками и среди них долго господствовало (что прослеживается и в настоящее время) правило экзогамии, то есть запрещались браки не только между членами одного и того же рода, но и между членами всех родов, входящих в одно и то же братство фамилий. Брак между такими родственными фамилиями у осетин допускался не раньше девятого поколения.